# Bataille de Ras al-Aïn
Guerre civile syrienne
Batailles
La bataille de Ras al-Aïn se déroule pendant la guerre civile syrienne et oppose différentes factions pour le contrôle de la ville de Ras al-Aïn. La bataille connaît plusieurs phases : tenue initialement par le régime syrien, la ville est prise en novembre 2012 par les rebelles et les djihadistes, mais ces derniers entrent rapidement en conflit avec les Kurdes YPG, qui prennent à leur tour l'avantage et s'emparent de la ville en juillet 2013.

## Déroulement

### Prise de la ville au régime par les rebelles
Le 8 novembre 2012, les rebelles attaquent pendant la nuit la ville de Ras al-Aïn, située sur la frontière avec la Turquie et tenue par le régime syrien. Selon l'Observatoire syrien des droits de l'homme, au moins 10 rebelles et 16 soldats loyalistes sont tués. Cinq civils turcs sont également blessés par de balles perdues. Les rebelles s'emparent de la ville,.
Le combats des 8 et 9 novembre provoquent la fuite de 9 000 civils qui franchissent la frontière pour trouver refuge en Turquie.
Les rebelles assiègent ensuite la base d'Asfar Najjar — ou Esfer Necar — près de Ras al-Aïn, et s'en emparent le 14 novembre, au terme de combats ayant fait selon l'OSDH au moins 18 morts chez les loyalistes et trois chez les rebelles.

### Combats entre les rebelles et les Kurdes
Mais le 19 novembre, quelques jours après la prise de Ras al-Aïn, les rebelles — issus du Front al-Nosra et de la brigade Ghouraba Al-Cham de l'Armée syrienne libre — entrent en conflit avec les Kurdes des Unités de protection du peuple (YPG), la branche armée du Parti de l'union démocratique (PYD), hostiles aux islamistes. Selon des militants cités par l'OSDH, le 22 novembre les combats opposent 400 combattants kurdes à 200 djihadistes du Front al-Nosra et 100 hommes de la brigade Ghouraba al-Cham. Les rebelles disposent également de trois chars pris à l'armée syrienne. Une trêve est conclue le 25 novembre mais en décembre les combats reprennent et se poursuivent pendant trois mois, jusqu'à ce qu'une nouvelle trêve soit conclue en février 2013,,,.
Entre-temps, le 3 décembre 2012, un bombardement du régime syrien fait 12 morts, dont huit rebelles.

### Prise de la ville par les Kurdes

Évolution à Ras al-Aïn de janvier à juillet 2013 :
Zone contrôlée par les YPG
Zone contrôlée par l'État islamique en Irak et au Levant, le Front al-Nosra et les rebelles

Les combats reprennent le mardi 16 juillet 2013 lorsque des combattants du Front Al-Nosra attaquent une patrouille de miliciens du PYD. Le 17, les djihadistes d'al-Nosra et de l'État islamique en Irak et au Levant sont repoussés hors de la ville et perdent également le village de Qasrouq, ils tirent alors des roquettes sur Ras al-Aïn, puis attaquent plusieurs barrages des YPG,,.
Pendant le combat à Ras al-Aïn, deux roquettes tirées depuis la Syrie tombent près d'un poste militaire turc, à Ceylanpınar, l'armée turque réplique et ouvre le feu sur des hommes du PYD.
Plus à l'est dans le gouvernorat de Hassaké, des affrontements ont également lieu le 18 juillet dans les villages de Tall Alou et Karhok et les Kurdes parviennent à prendre le contrôle d'une partie de la région pétrolière de Soueidiya. Les combats se poursuivent près du gisement pétrolier de Roumeïlan (en).
Le 18 juillet, l'OSDH affirme qu'au moins 19 hommes du Front al-Nosra et 10 combattants kurdes ont été tués dans les combats livrés depuis l'avant-veille dans le gouvernorat de Hassaké.

## Suites
Après la prise de Ras al-Aïn par les Kurdes, les combats se poursuivent dans le gouvernorat de Hassaké. 
En août 2013, l'État islamique en Irak et au Levant relance une offensive : des combats ont lieu à Asfar Najjar et Tal Halaf, au sud de Ras al-Aïn. Le 17 août, l'OSDH déclare qu'au moins onze djihadistes et quatre combattants kurdes ont été tués, ainsi qu'un infirmier et un ambulancier du Croissant-Rouge kurde.
Les 10 et 11 septembre 2013, selon l'OSDH au moins 13 combattants des YPG et 23 djihadistes de l'État islamique en Irak et au Levant, du Front al-Nosra et de quelques autres groupes sont tués dans des combats livrés dans l'ensemble du gouvernorat de Hassaké.
Le 18 septembre 2013, les Kurdes prennent le village d'Alouk, à l'est de Ras al-Aïn, au terme de quatre jours de combats et au moins 20 morts dans les deux camps.
Dans la nuit du 29 au 30 octobre 2013, huit djihadistes sont tués dans des combats à Keshto, Asfar Najjar et Tal Halaf, au sud de Ras al-Aïn.